# Cataulacus oberthueri

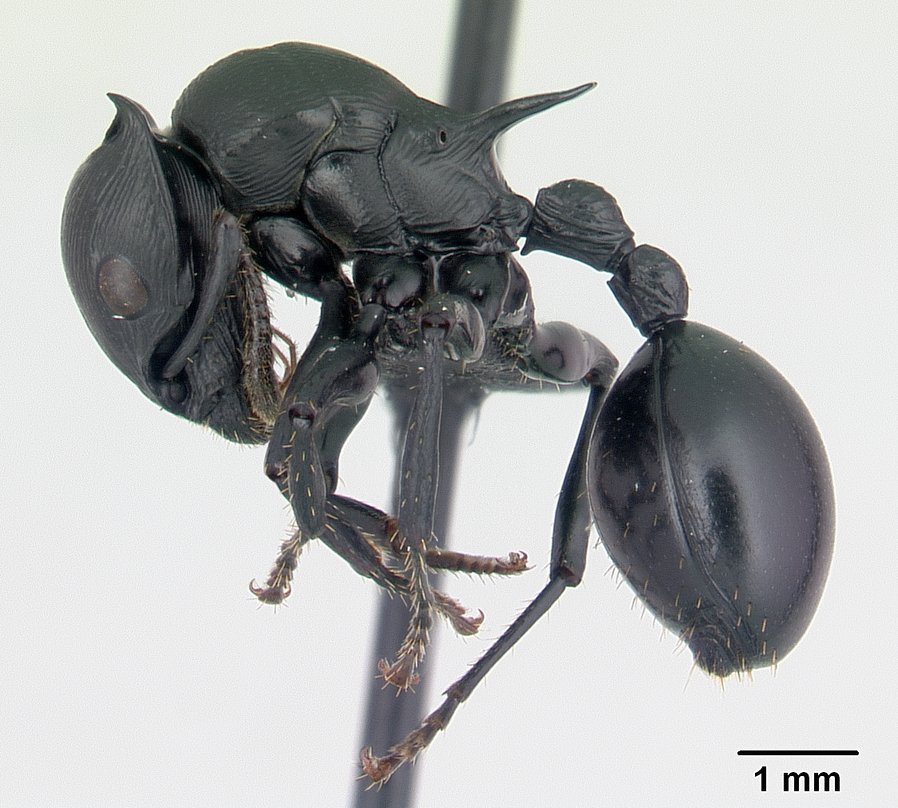
Вид в профиль.

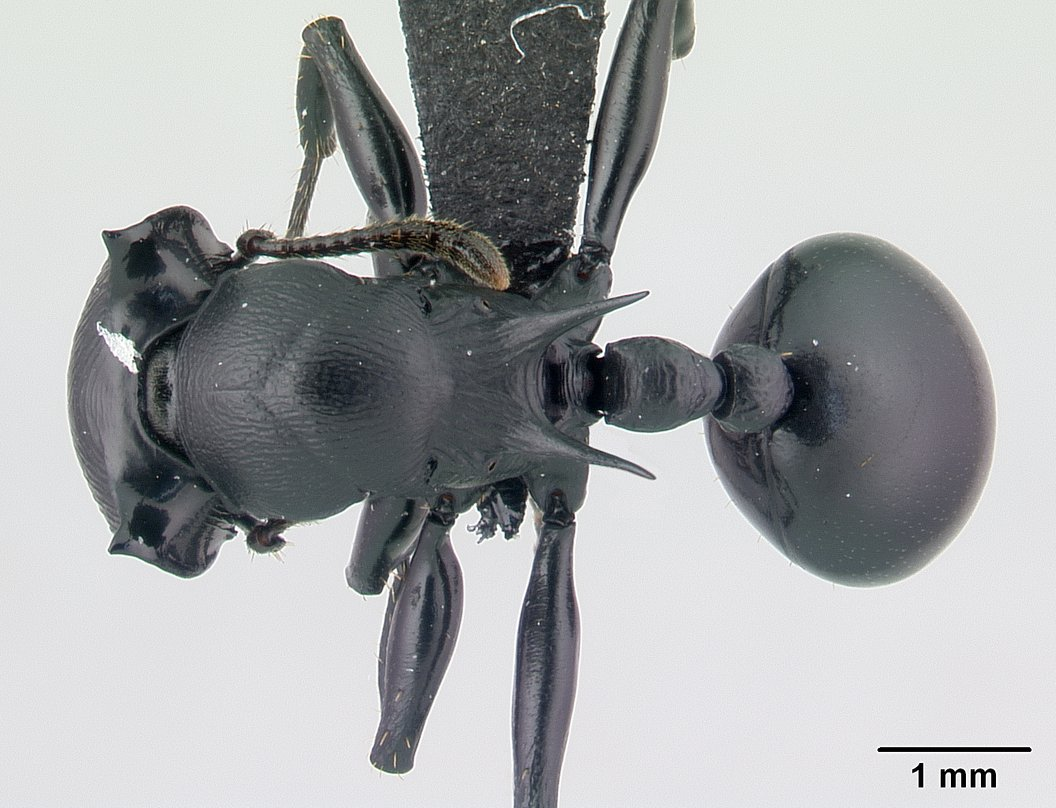
Вид сверху.

Cataulacus oberthueri  (лат.) — вид древесных муравьёв рода Cataulacus из подсемейства Myrmicinae (Formicidae). Афротропика: эндемик острова Мадагаскар.

## Описание
Мелкие муравьи чёрного цвета. Длина тела рабочих около 10 мм. Отличаются отсутствием мелких зубцов на боковой  и задней поверхности головы перед глазами и за глазами. Затылочные углы головы сильно выдаются назад с широкотреугольными заострёнными концами. Длина головы равна 2,48 мм (ширина головы — 2,76 мм). Преокулярный зубец на голове отсутствует и задние части усиковых бороздок очень слабо развиты. Скульптура головы и груди сильно редуцирована и сглажена; брюшко гладкое и блестящее. Голова и грудь лишены зубцов и почти лишены отстоящих волосков; грудь почти полностью лишена окаймлённости, кроме её остатков на пронотуме. Отстоящие волсоки на теле редкие, кроме нескольких на лобных валиках, петиоле, постпетиоле, и первом тергите брюшка; их много только на ногах и усиках.
Проподеум угловатый с 2 длинными заострёнными шипиками. Нижнечелюстные и нижнегубные щупики состоят из 5 и 3 члеников соответственно. Скапус короткий, длина его у рабочих равна 1,54 мм. Глаза средние или мелкие, расположены в среднебоковой части головы. Усики рабочих состоят из 11 члеников и имеют булаву из трёх вершинных сегментов. Голова и грудь с многочисленными сглаженными морщинками (шагренированная скульптура тела). Первый тергит брюшка сильно увеличенный. Стебелёк между грудкой и брюшком состоит из двух члеников: петиолюса и постпетиолюса (последний четко отделен от брюшка), жало развито, куколки голые (без кокона).

## Систематика
Вид был впервые описан в 1891 году итальянским мирмекологом Карло Эмери (Италия) по материалам из Мадагаскара. Типовая серия была собрана экспедицией Э. Перро (E.Perrot) в Таматаве (Tamatave) и в лесах Алахакато (Alahakato), и передано для определения Эмери мистером Рене Обертюром (Rene Oberthure), в честь которого и был назван новый вид. 
Валидный статус Cataulacus oberthueri был подтверждён в ходе родовой ревизии, проведённой в 1974 году британским энтомологом Барри Болтоном (Британский музей естественной истории, Лондон, Великобритания), когда было уточнено систематическое положение таксона внутри рода Cataulacus. Вместе с видами C. egenus, C. huberi, C. inermis, C. kohli, C. theobromicola, C. wasmanni и другими принадлежит к комплексу видов huberi species complex и трибе Cataulacini (или Crematogastrini). Таксон Cataulacus oberthueri сходен с видами Cataulacus regularis, Cataulacus porcatus и Cataulacus wasmanni, но отличается более крупными размерами, сильно развитыми затылочными углами треугольной формы, сравнительно мелкими глазами. Для них всех характерна редукция специфических родовых катаулакусовых признаков, голова и грудь лишены зубцов и почти лишены отстоящих волосков; грудь почти полностью лишены окаймлённости, кроме её остатков на пронотуме; скульптура сильно редуцирована и сглажена. Кроме того, у них отсутствует преокулярный зубец и задние части усиковых бороздок очень слабо развиты.

## Касты

### Рабочий

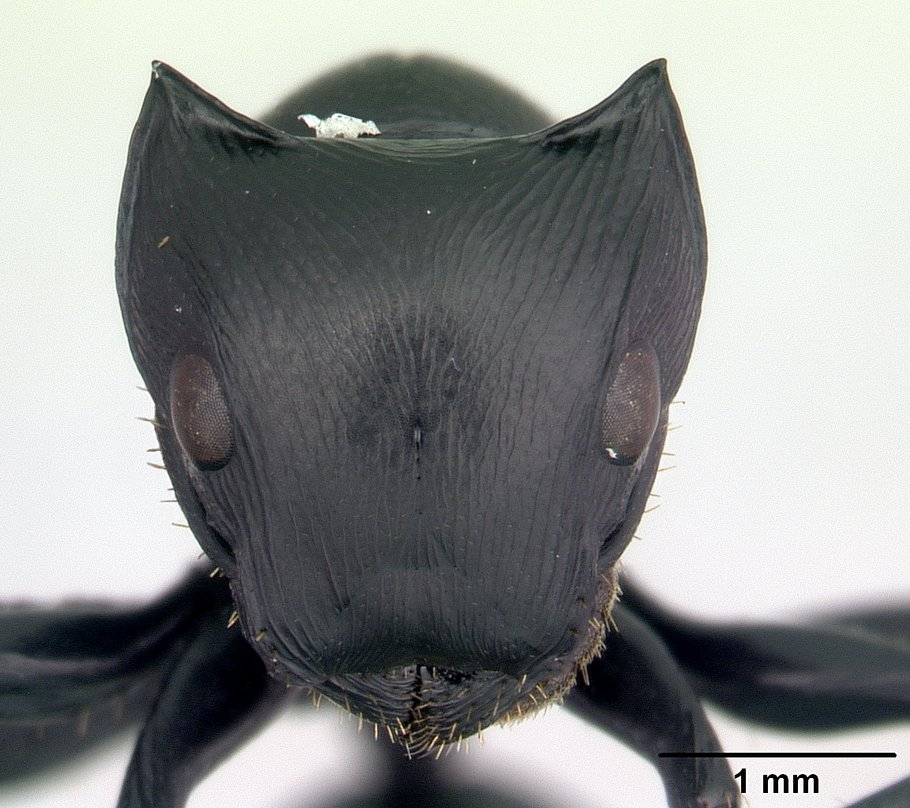
Голова
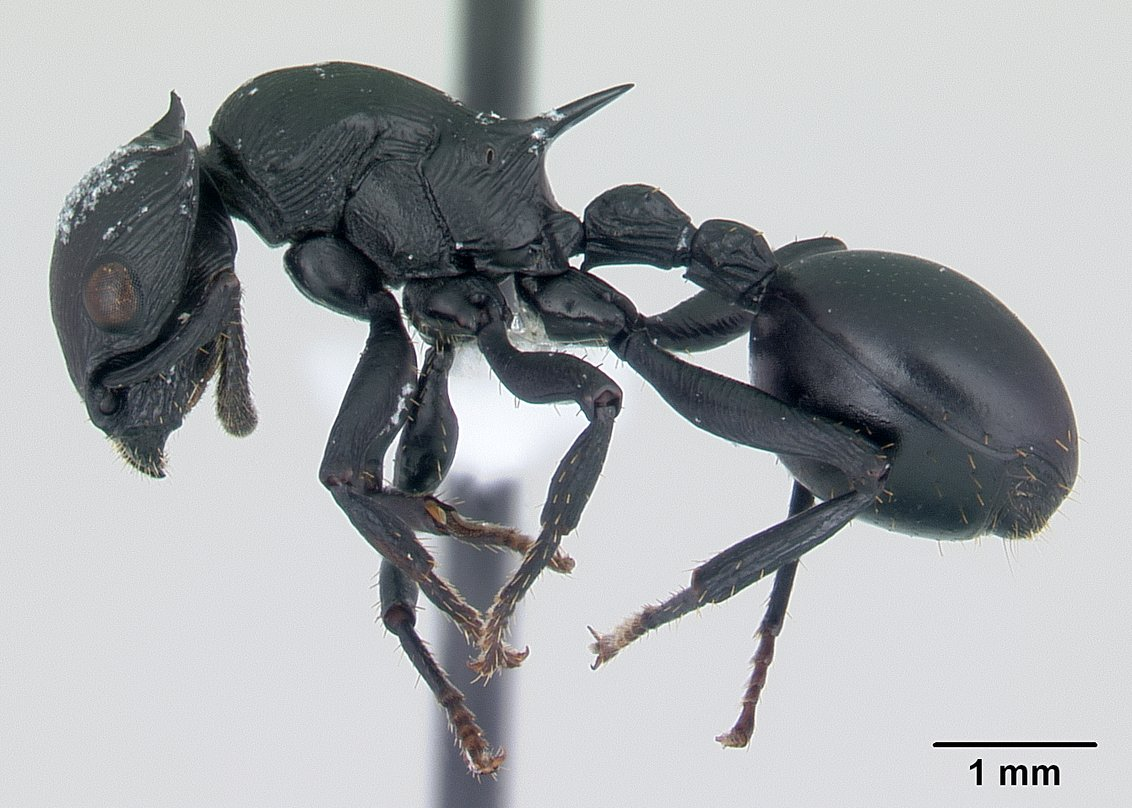
Рабочий сбоку
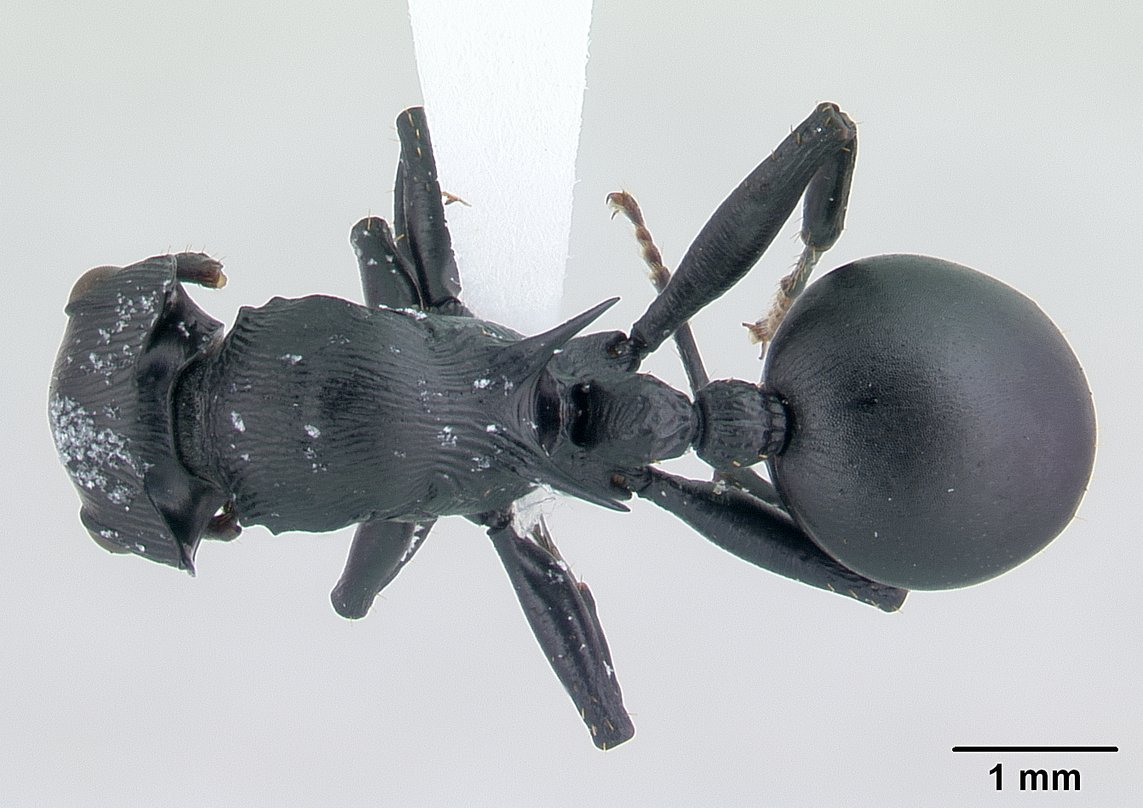
Рабочий сверху
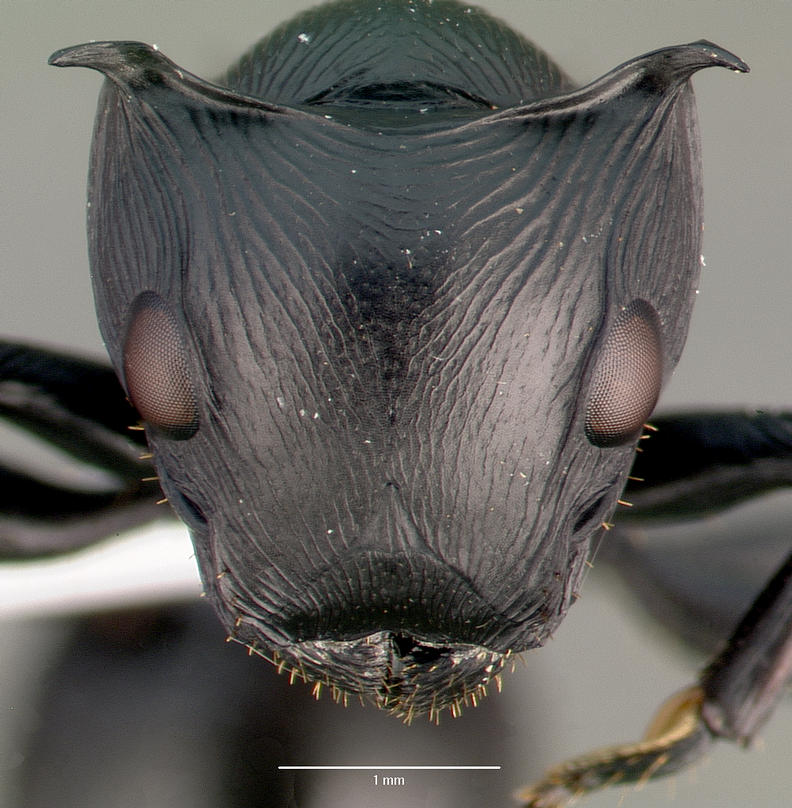
Голова
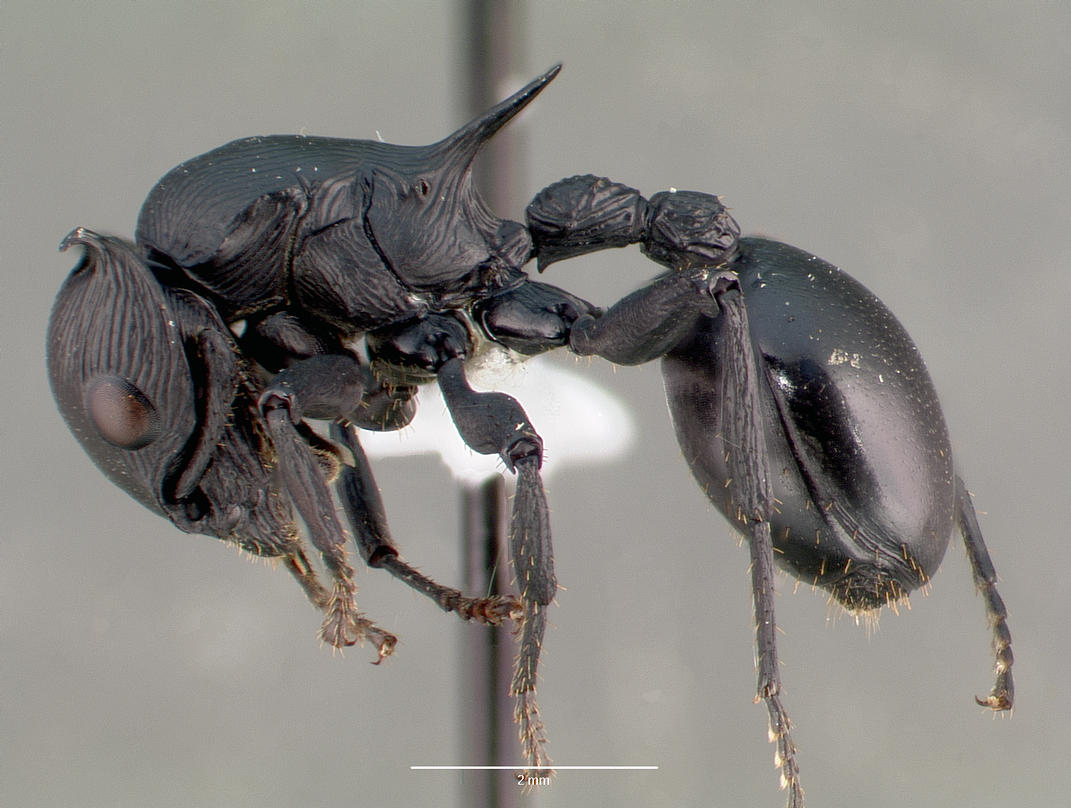
Рабочий сбоку
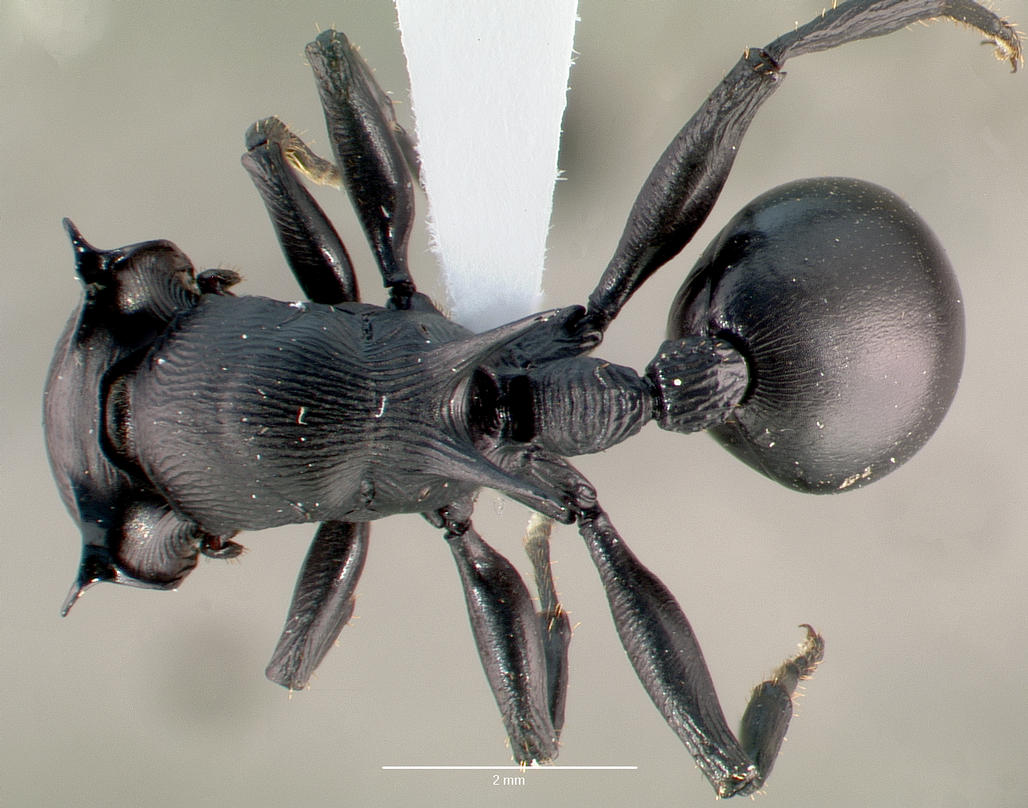
Рабочий сверху

### Самка

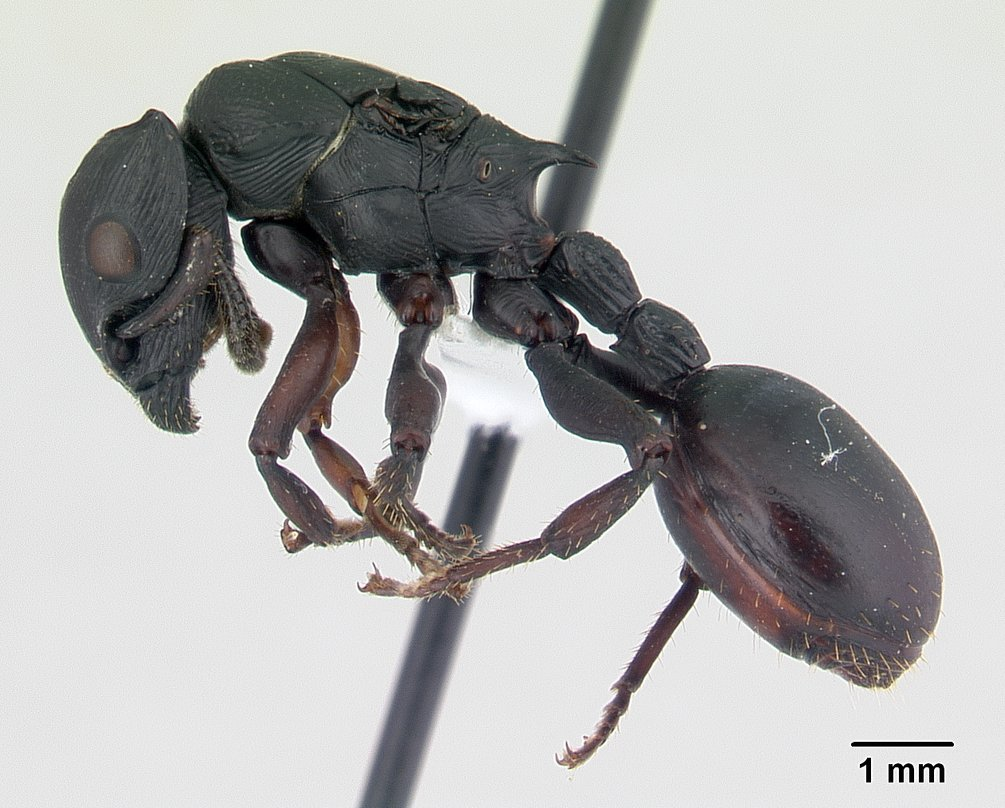
Бескрылая самка сбоку
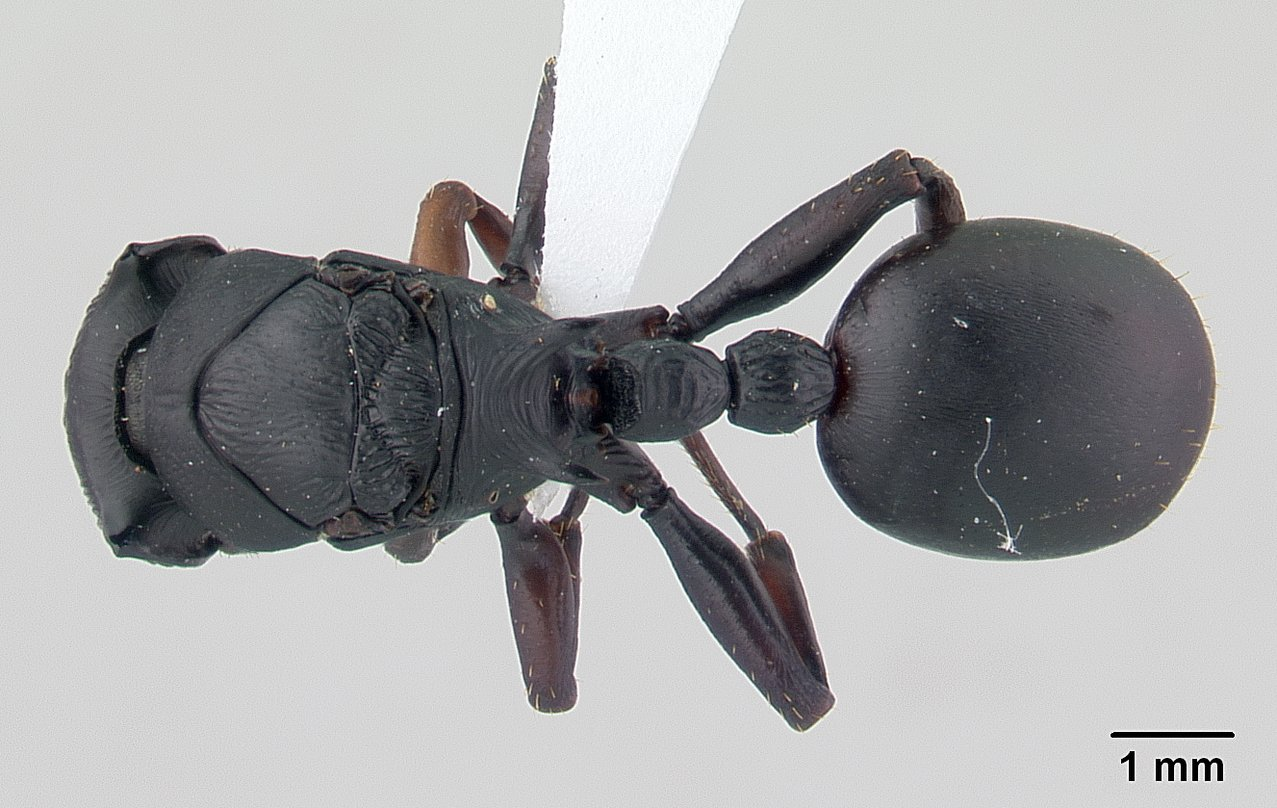
Бескрылая самка сверху
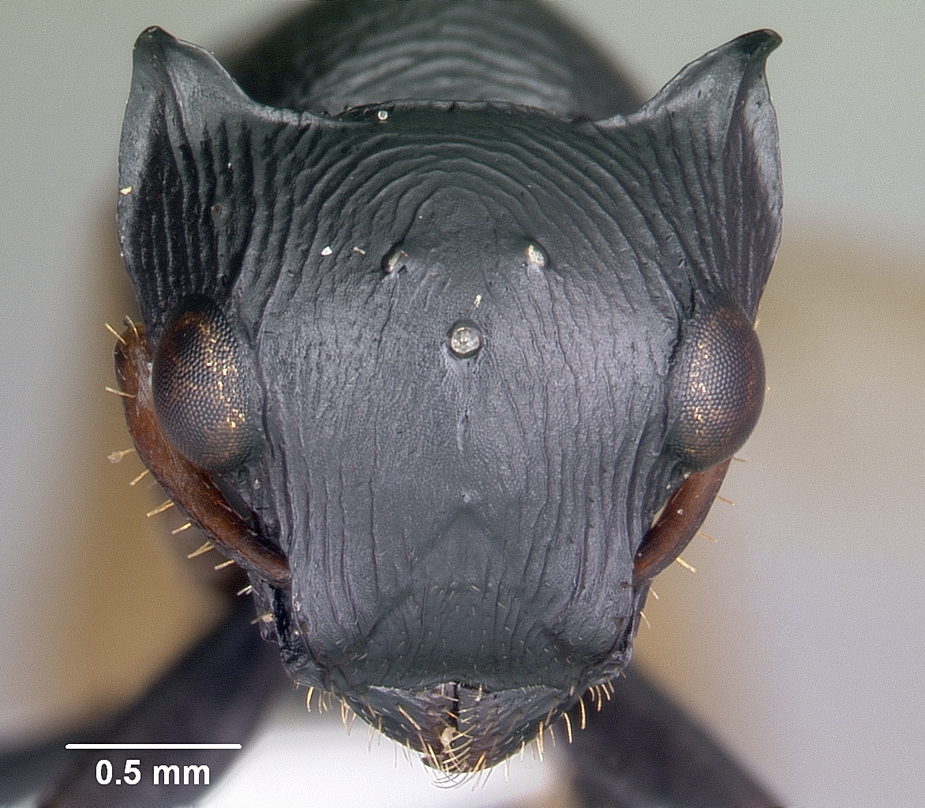
Голова самки
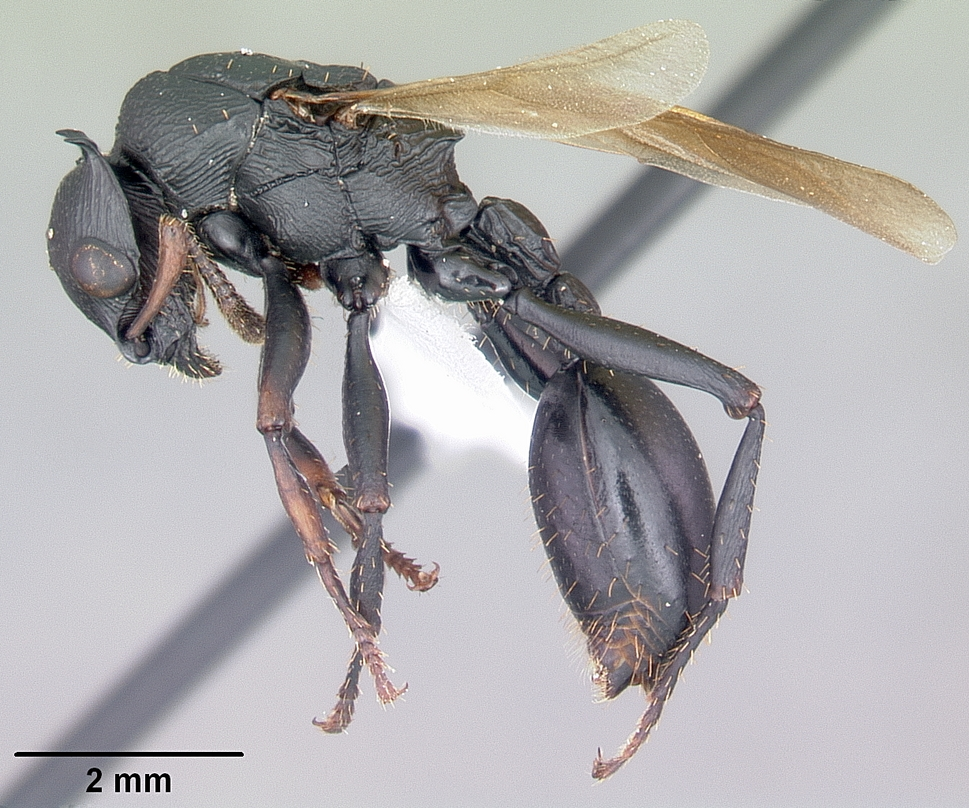
Крылатая самка сбоку
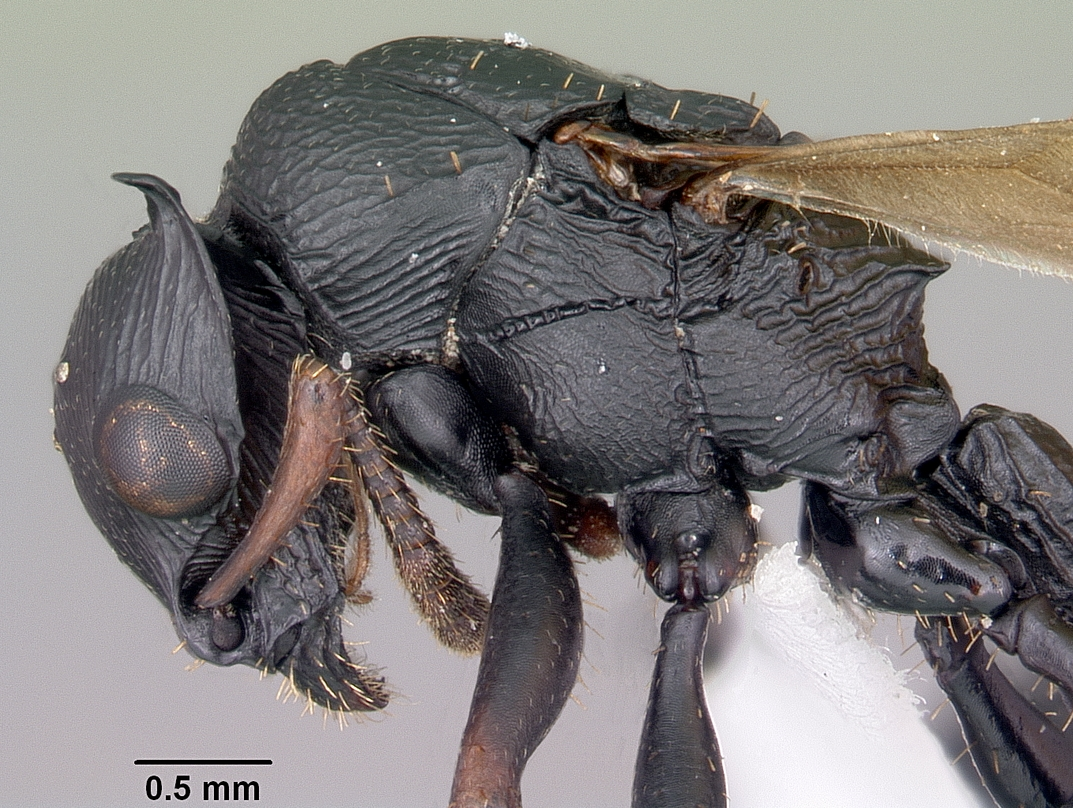
Крылатая самка
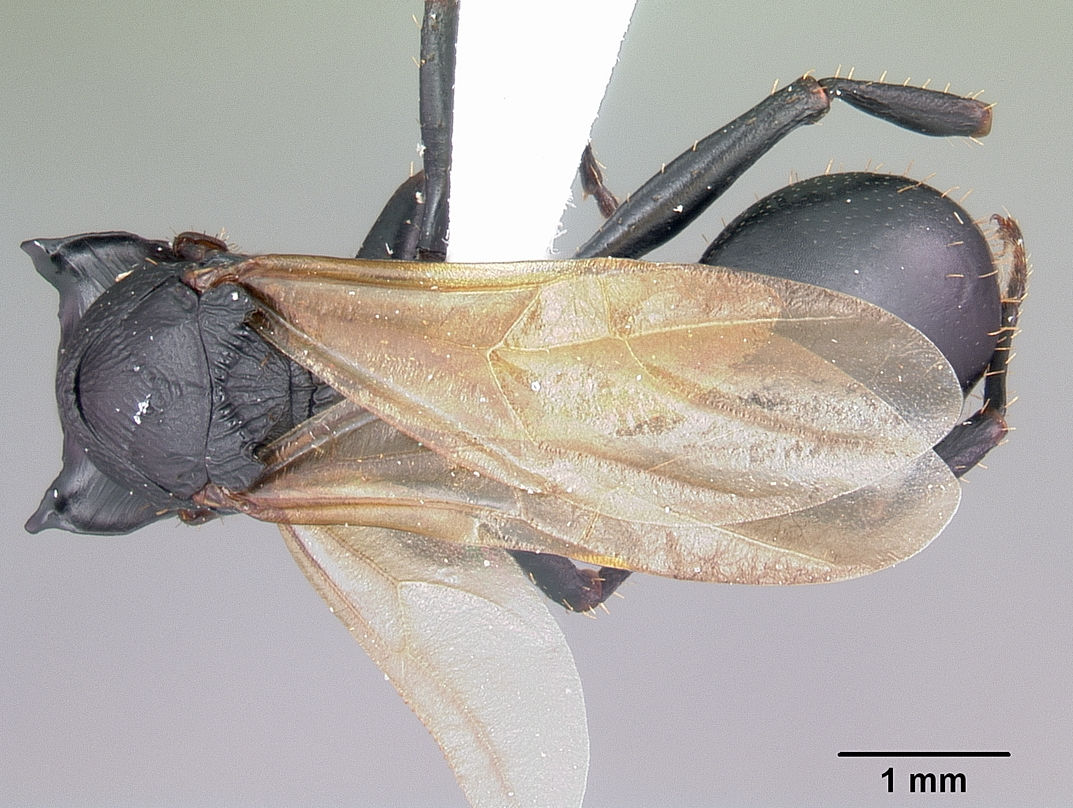
Крылатая самка сверху